# Благодатное (Покровский район)
Благодатное (укр. Благодатне, до 2024 года — Желанное, укр. Желанне) — посёлок в Покровском районе Донецкой области Украины.

## Географическое положение
Находится в 46 км от районного центра — города Ясиноватая.

## Население
В январе 1989 года численность населения составляла 1596 человек. По состоянию на 1 января 2013 года численность населения составляла 1471 человек. К весне 2024 года в селе осталось чуть более 100 жителей.

## История
Желанное основано в 1880 году.
В ходе Великой Отечественной войны 150 жителей посёлка сражались на фронтах, из них 42 человека погибли, 130 — награждены орденами и медалями. Установлен памятник в честь воинов, погибших при освобождении Желанного от гитлеровских оккупантов.
Статус посёлка городского типа — с 1969 года.

## Транспорт
В посёлке расположена железнодорожная станция Желанная Донецкой железной дороги.

## Религия
В Благодатном находится Храм Святой блаженной Ксении Петербургской Авдеевского благочиния Донецкой епархии Украинской православной церкви Московского патриархата.

## Известные уроженцы
В Благодатном родился городской голова Мариуполя Юрий Хотлубей.